# Komusō

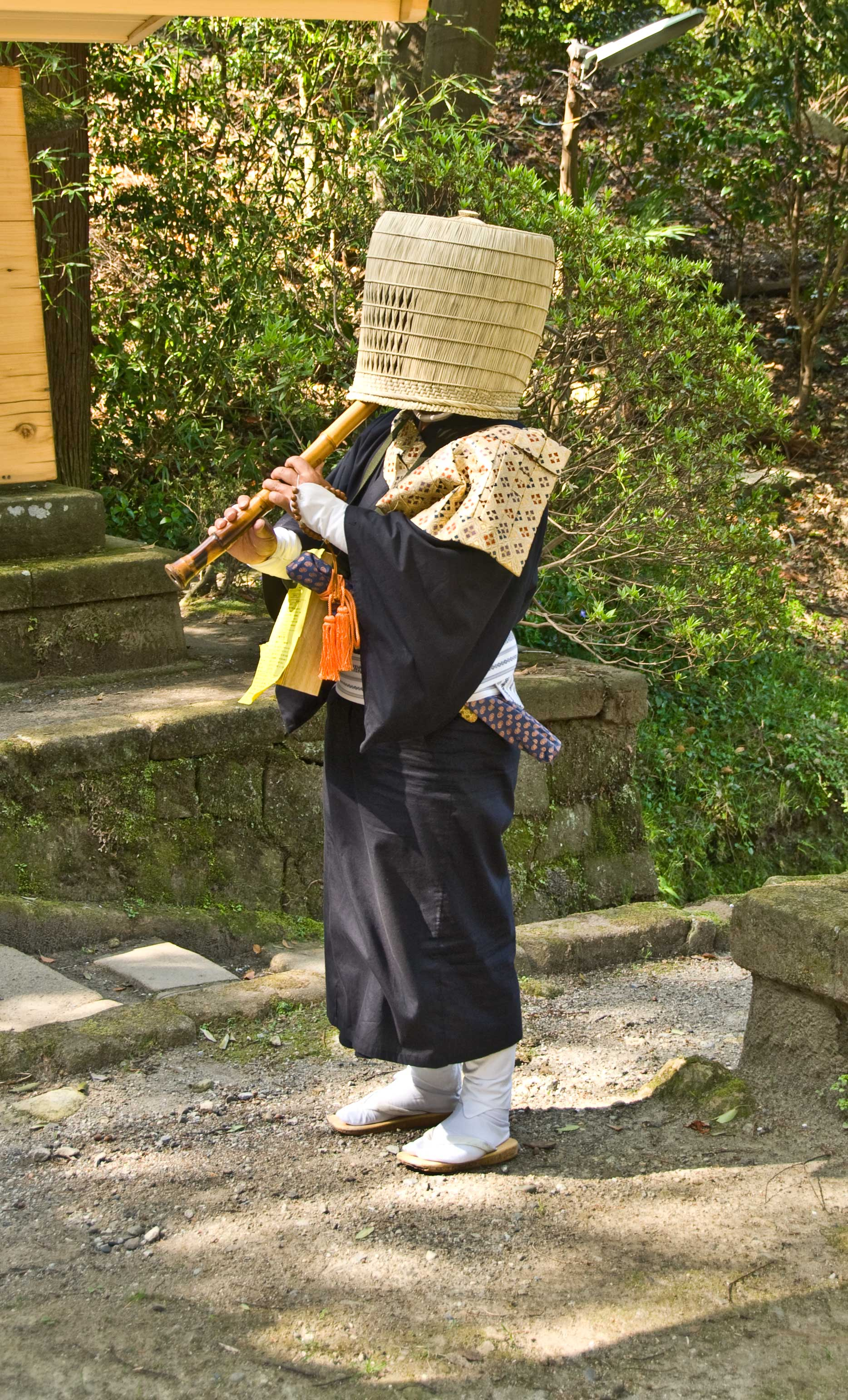
Un moine bouddhiste komusō en train de mendier.

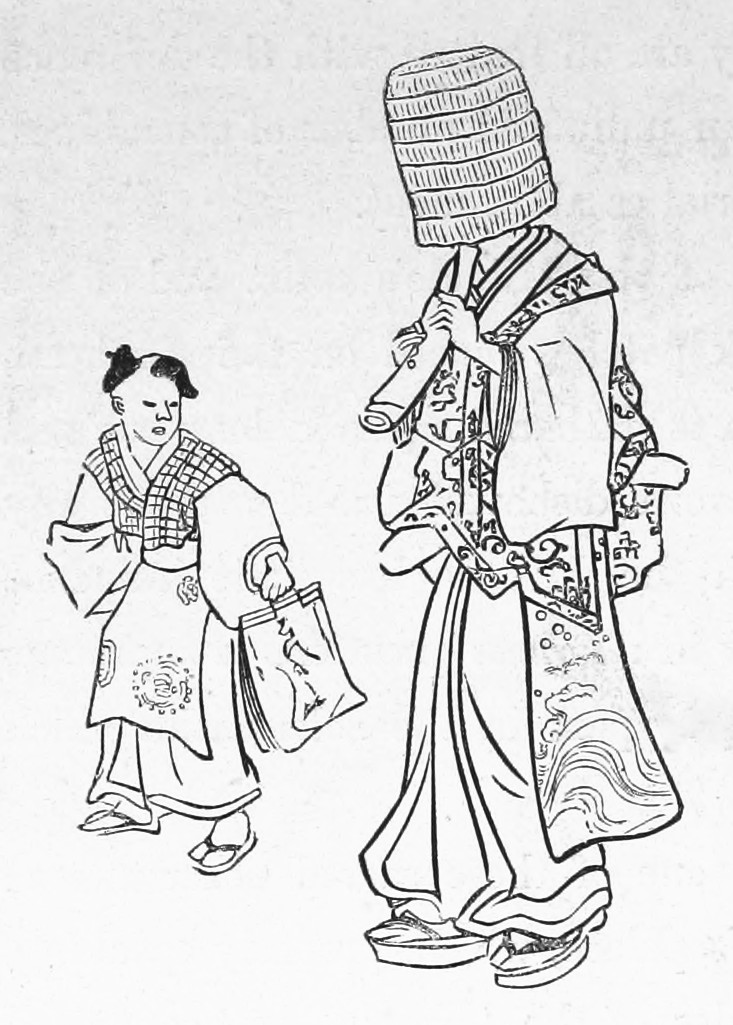
Esquisse d'un komusō (à droite).

Les komusō (虚無僧) (ou komusō, hiragana : こむそう ; aussi romanisé en komusou ou komuso), étaient des moines mendiants japonais de l'école Fuke du bouddhisme zen, pendant la période d'Edo entre 1600-1868.
Les komusō se distinguaient par le tengai, un panier de paille de jonc ou de roseau, qu'ils portaient sur la tête afin de manifester l'absence d'ego spécifique. Ces moines sont aussi connus pour leurs morceaux solo de shakuhachi (une flûte de bambou japonaise). Ces pièces de musique, appelées honkyoku (« pièces originales ») étaient interprétées pendant une pratique méditative appelée suizen, à titre d'aumône, comme méthode pour atteindre l'illumination, ou encore comme procédé de guérison.
Après la période d'Edo, le gouvernement japonais introduisit des réformes abolissant la secte Fuke. En effet le port du tengai garantissant l'anonymat des moines komusō eut tendance à être détourné de son usage pour servir de camouflage pour les  samouraïs, particulièrement les rōnin, et probablement aussi les ninjas, qui d'ailleurs étaient parfois (et même souvent) membres de la caste des samouraïs (le terme « ninja » désigne ceux qui utilisaient des techniques de guerre non conventionnelles ou mal acceptées à l'époque : désinformation, espionnage, trahison, fuite, embuscade, assassinat, etc.). Ainsi, il était fréquent qu'un samouraï soit initié à ces méthodes, comme le célèbre Yagyū Jūbei Mitsuyoshi.
Le répertoire musical des komusō a survécu à l'abolition de la secte, et il est à nouveau joué depuis le XXe siècle.

## Étymologie
- komusō (虚無僧?) signifie « prêtre du non-être » ou « moine de la vacuité »
  - kyomu ou komu (虚無?) signifie « non-être, vacuité »
    - kyo ou ko (虚?) signifie « rien, vide, faux »
    - mu (無?) signifie « rien, zéro »

  - sō (僧?) signifie « prêtre, moine »